# Академія Ханьлінь
Академія Ханьлінь (翰林院, піньінь Hànlín Yuàn, буквально «Ліс пензлів») — установа в імператорському Китаї, що виконувало функції імператорської канцелярії, комітету з цензури і літератури, ідеологічного комітету, вищої школи управління, бібліотеки та ін.

## Історія
Заснована у 738 році танським імператором Сюань-цзуном. Серед найважливіших завдань академіків була офіційна інтерпретація конфуціанських класичних творів, на основі якої оцінювалися екзаменаційні твори претендентів високих державних посад.
Вона об'єднала численні департаменти (юані), кожен з яких охоплював певний цикл наук або область культури, зібрала навколо себе високообдарованих вчених, літераторів, майстрів образотворчого мистецтва. Генеральна академія, що служила волі імператора і двору, була своєрідним знаряддям політичної влади, механізмом з підготовки наукових кадрів й центром дослідницької роботи. У Генеральній академії займалися питаннями політики, економіки, медицини, астрономії, юриспруденції, викладали мови, літературу, каліграфію, живопис, графіку, музику. Була створена система посад, що складалася з чотирьох ступенів (рангів): гунфин — «складається у свиті Академії», «представляє»; жайчжао — «чекаючий імператорських вказівок», чжихоу — «шанобливо чекаючий»; ісюе — «учительства». Усі департаменти Академії мали в цілому однакову посадову структуру. За вказівкою імператора на посади призначалися особи, які або раніше вважалися на службі в Генеральній академії, але в іншому чині, або зовсім не перебували у ній.
До кінця IX — початку X ст. в Академії була встановлена більш чітка класифікаційна система, також були впорядковані посади відповідно до знань, вмінь, та походження. З X ст. Академія також вела офіційну історіографію Китаю.
За династії Юань Академія на час втратила своє визначальне значення, так як імператори давали чини родичам, землякам і іноземним фахівцям, і як правило не прагнули до дотримання апаратом конфуціанських канонів. Іспити на посаду не були постійними. Академія закривалася і відкривалася у зв'язку зі змінною політикою.
Династія Мін з самого заснування була тісно пов'язана з конфуціанськими вченими і значно відновила вплив Академії. До складу академії стали вводити осіб, що на столичних іспитах отримували вищий вчений ступінь цзіньши. Після трирічного вдосконалення в області конфуціанської словесності вони ставали членами академії - коректорами, редакторами 2-го розряду, а потім читцями і тлумачами текстів, котрі займалися з імператором. Чжу Ді зробив її органом затвердження політичної ідеології неоконфуціанства. Були створені такі значущі в історії людства роботи, як Енциклопедія Юнле.
За династії Цін Академія активно готувала літературні збірки, антології, словники, енциклопедії. Стала фундатором бібліотека Сикуцюаньшу, кодифіковані так звані «Двадцять чотири хроніки китайських династій». Будинок Академії та її бібліотека (що розташовувалися поруч з британською дипломатичною місією в Пекіні) значно постраждали під час Повстання іхетуанів у 1900 році. Багато рідкісних текстів було знищено, включно з унікальними екземплярами Енциклопедії Юнле.
Академія, будучи установою безпосередньо при імператорському дворі, була закрита у зв'язку з падінням монархії після Синьхайської революції у 1911 році.

## Відомі представники

### Династія Тан
- Лі Бо (701–762)
- Ду Фу (712–770)
- Чжан Цзюлін (678–740)
- Бо Цзюй (772–846)

### Династія Сун
- Су Ши (1037–1101)
- Оуян Сю (1007–1072)
- Ван Аньши (1021–1086)
- Сима Гуан (1019–1086)
- Шень Куо (1031–1095)

### Династія Юань
- Лі Е (1192–1279)
- Оуян Сюань (1283–1357)
- Чжао Менфу (1254–1322)

### Династія Мін
- Сун Лянь (1310–1381)
- Фан Сяожу (1357–1402)
- Ян Шень (1488–1559)

### Династія Цін
- Жуань Юань (1764–1849)
- Мучжана (1782–1856)
- Лінь Цзесюй (1785–1850)
- Цзен Гуофан (1811–1872)
- Лі Хунчжан (1823–1901)
- Вен Тунхе (1830–1904)
- Чжан Байсі (1848-1907)
- Цай Юаньпей (1868–1940)